# Гуска домашня
Гуска домашня або гуска свійська — одомашнена форма гусей. Розводиться заради м'яса, жиру, пір'я і печінки.

## Походження та історія одомашнення
Серед інших птахів домашні гуси відрізняються тим, що походять відразу від декількох диких видів. Найбільший вплив на їх породоутворення дали дикі сірі гуси, що мешкають повсюдно на просторах Євразії. Саме від цього виду походить переважна більшість сучасних порід. У Східній Азії деякі породи ведуть своє походження від дикого гусака-сухоноса, що мешкає в Азії і не зустрічається в Європі. Нарешті, в північних районах Європи кілька місцевих маловідомих порід отримано гібридизацією домашніх гусей з дикими білолобими гусьми, що живуть в тундрі.
У цих птахів не було єдиного осередку одомашнення, цей процес проходив одночасно в різних районах Європи та Азії. Приручення гусей сталося набагато пізніше одомашнення курей, качок, голубів — це сталося близько 3000 років тому. Якщо приручення інших домашніх птахів було приурочено до південних теплих регіонів, то гуси в першу чергу були одомашнені на півночі. Найдавніші осередки одомашнення знаходяться на території сучасної Німеччини, на узбережжях Балтійського і Північного морів, приблизно в цей же час гуси були одомашнені (незалежно від германців) в Стародавній Греції, Римі, Китаї. З цих осередків домашні гуси поступово поширилися в сусідні країни, потім зона їх поширення охопила всю Євразію. У колоніальний період гуси були завезені на інші континенти, але великої популярності там так і не досягли. Зараз найвища чисельність гусей спостерігається як і раніше в районах історичного одомашнення — Північній і Західної Європі, Китаї, трохи менше їх в інших країнах Азії, Італії, Східній Європі, відносно небагато в США, в інших країнах гуси нечисленні.

## Галерея

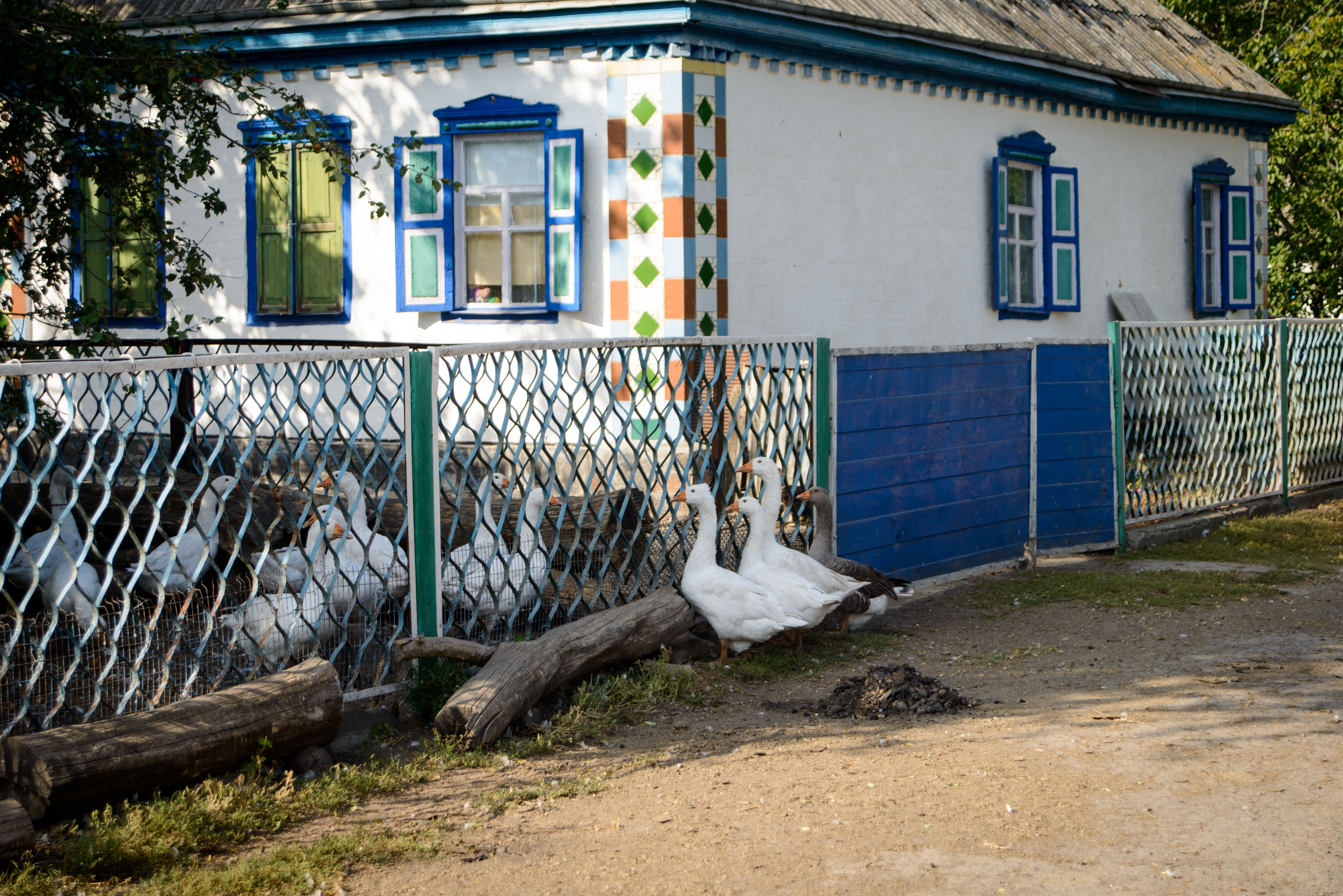
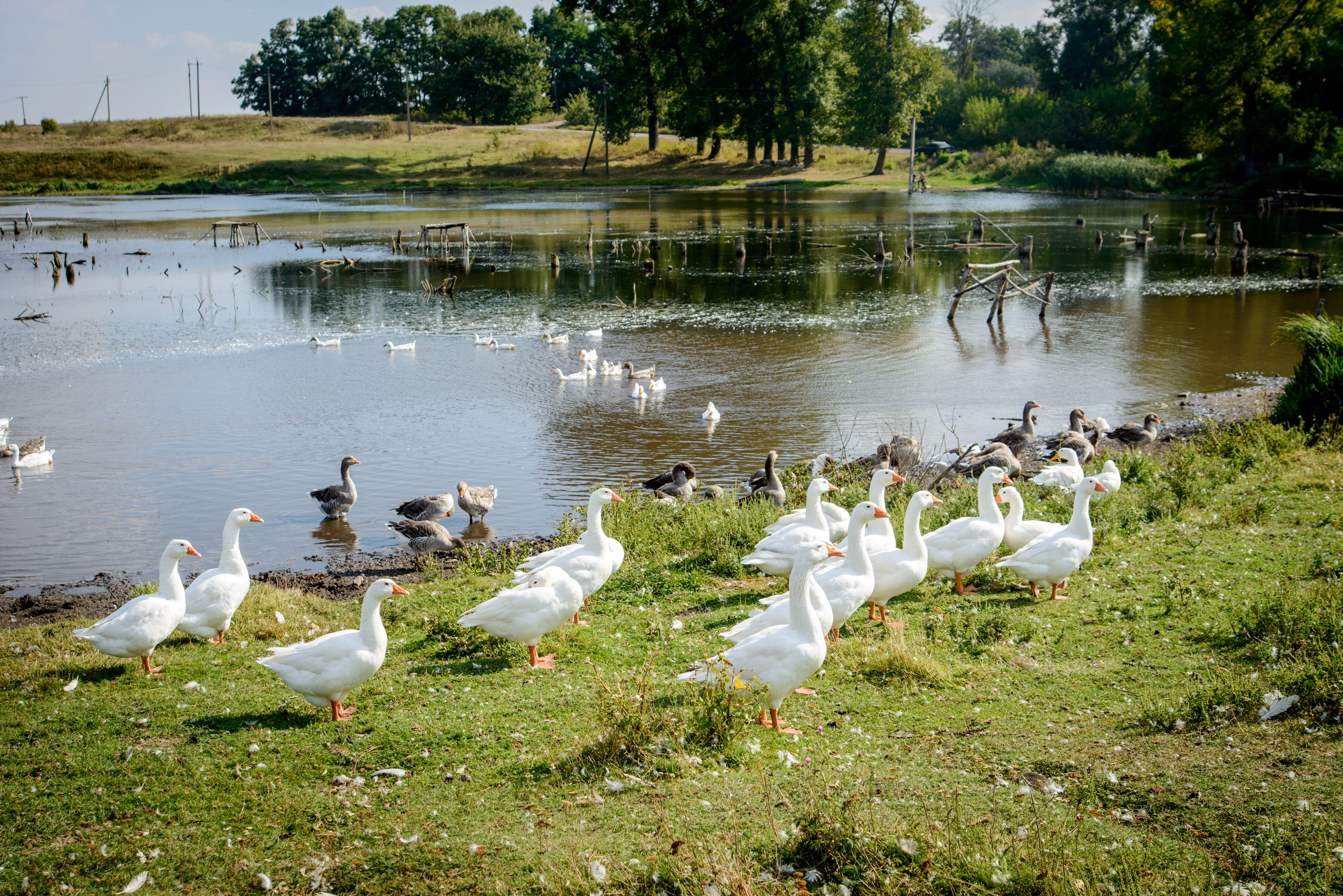
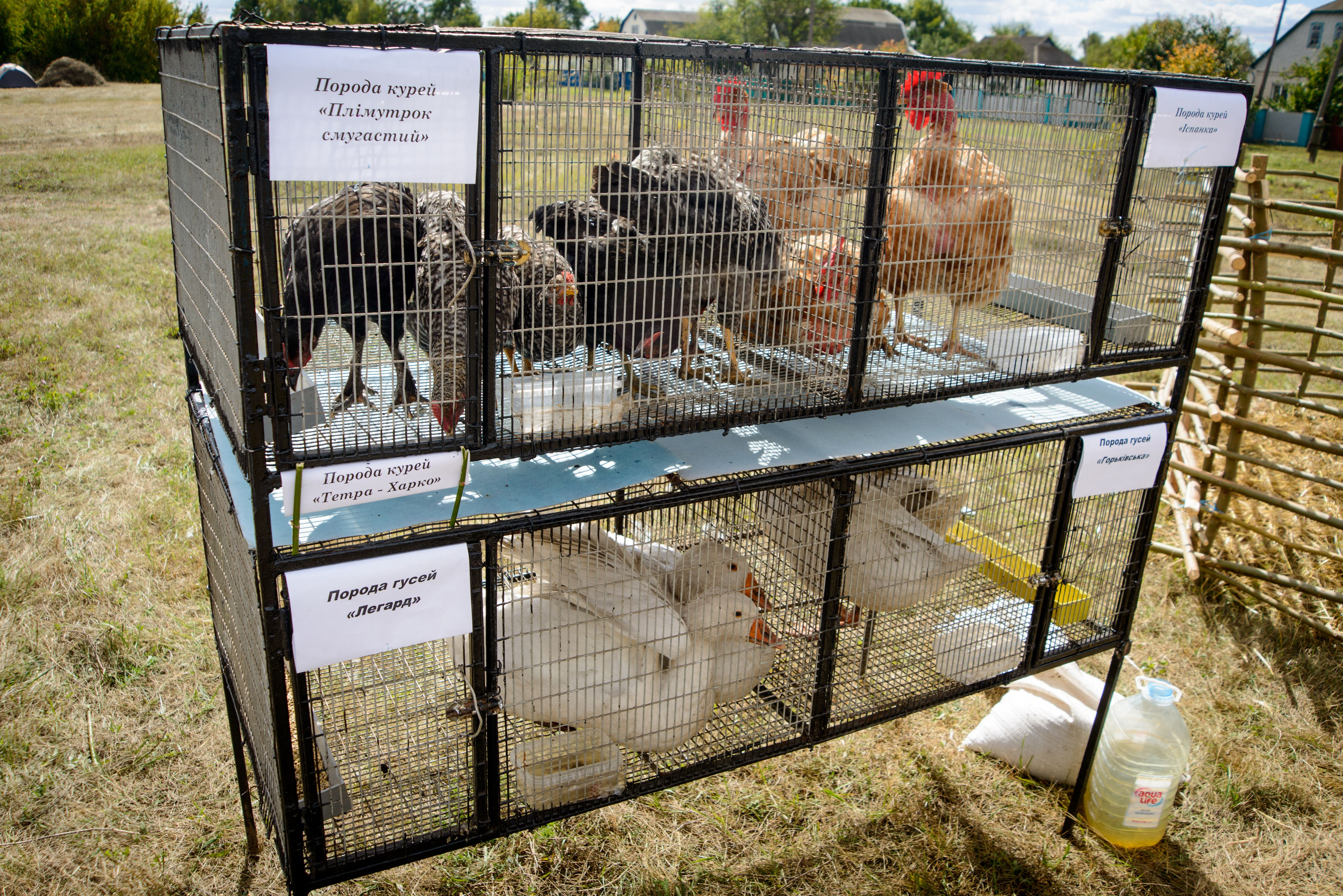
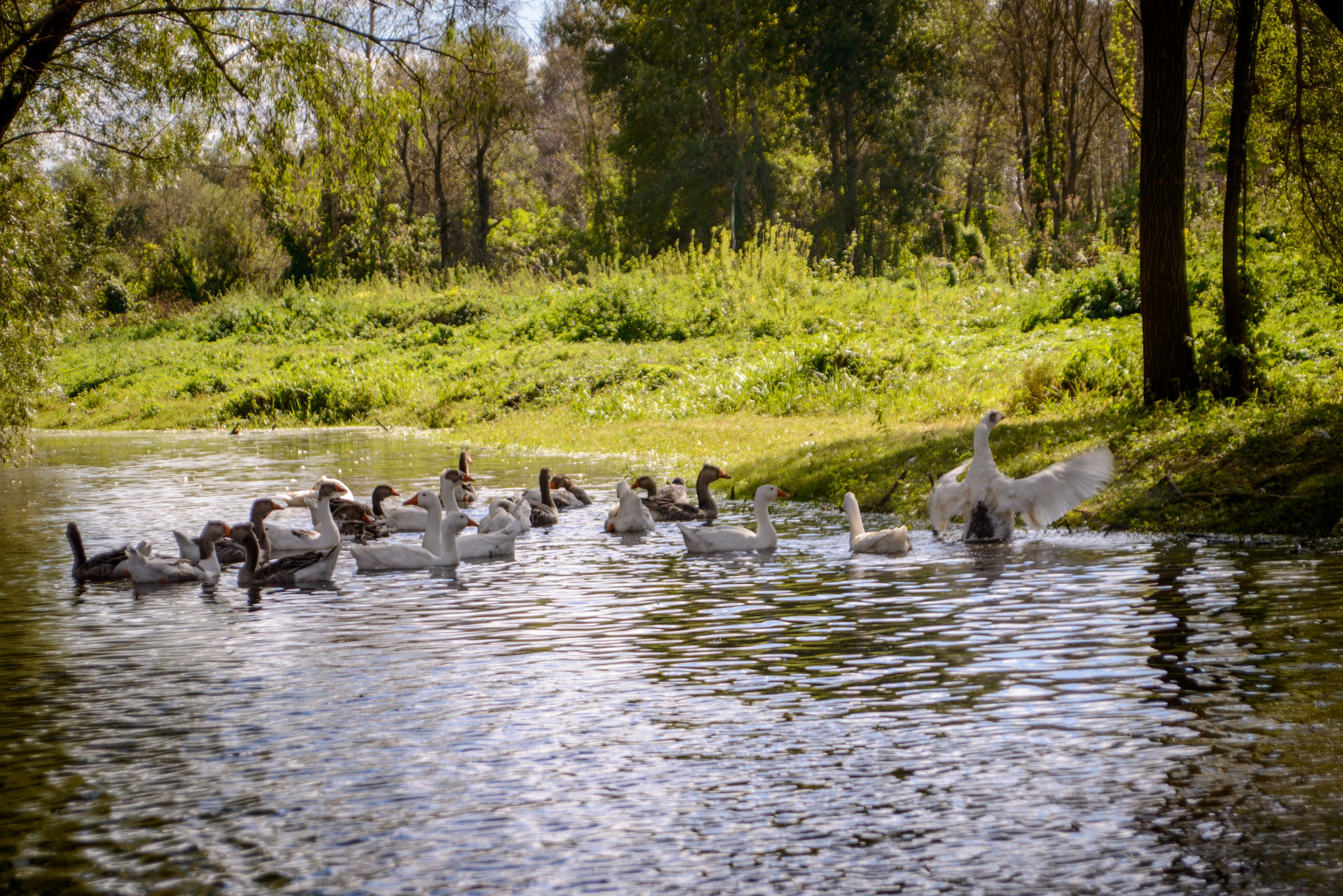
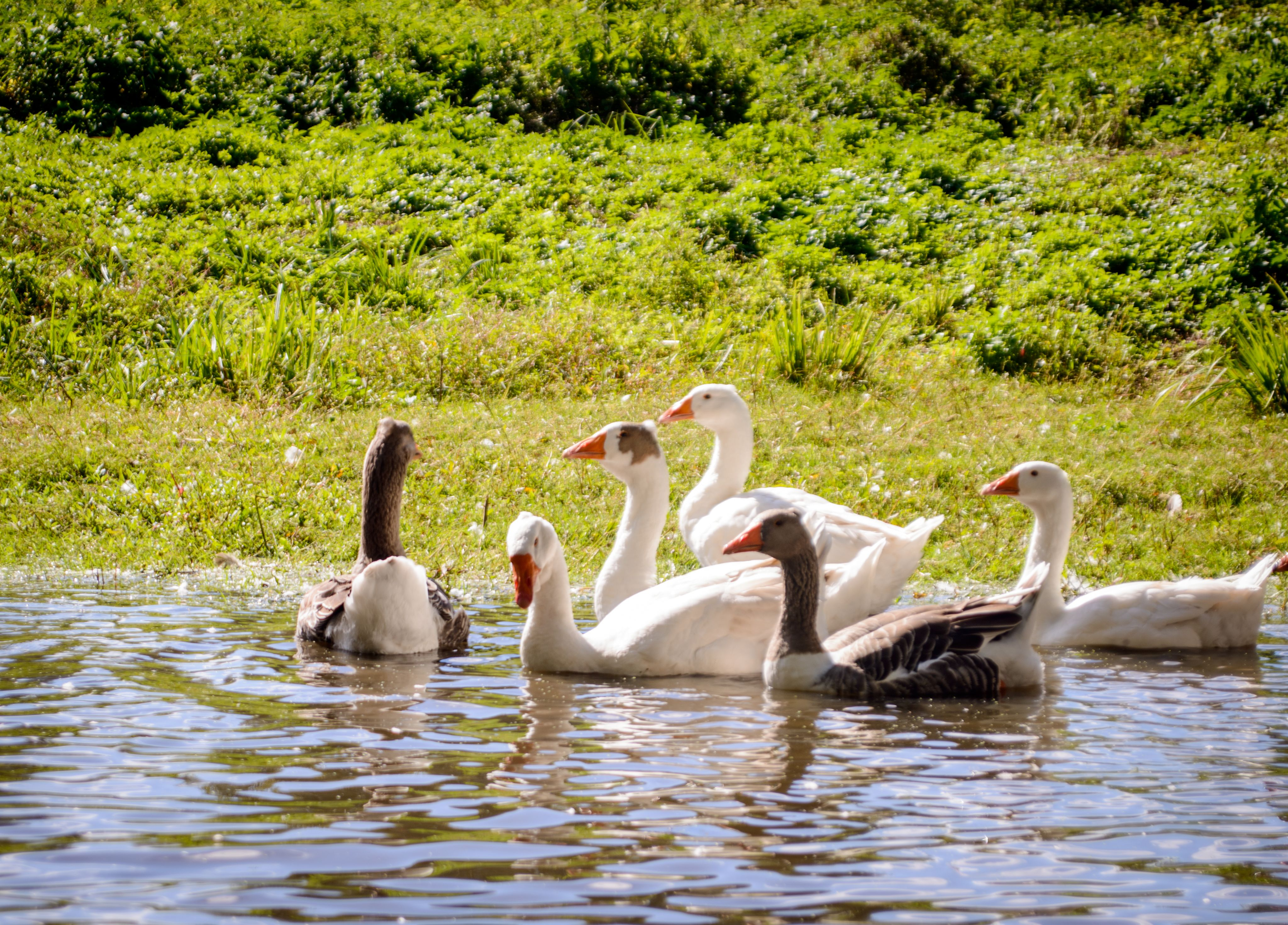
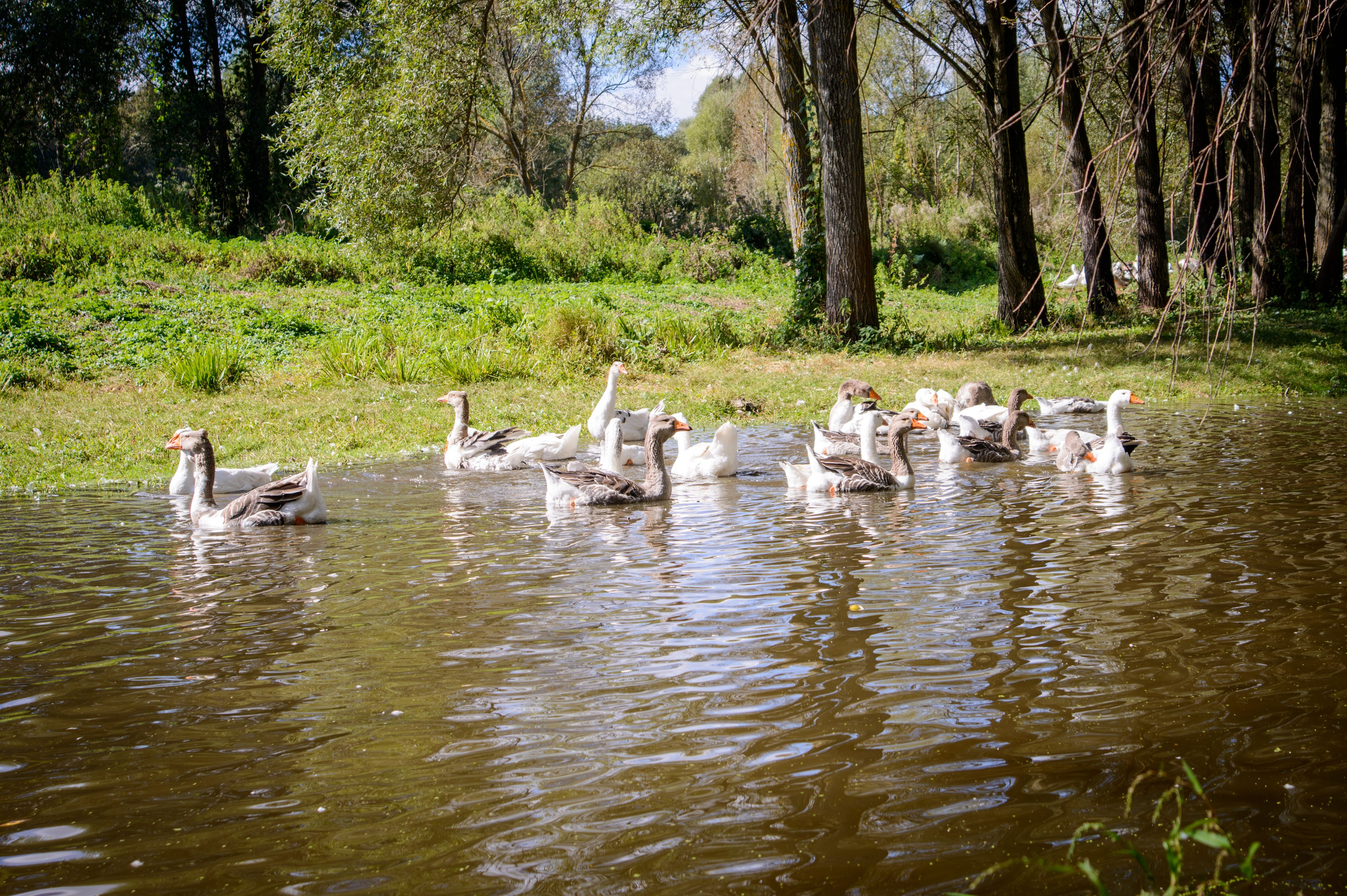
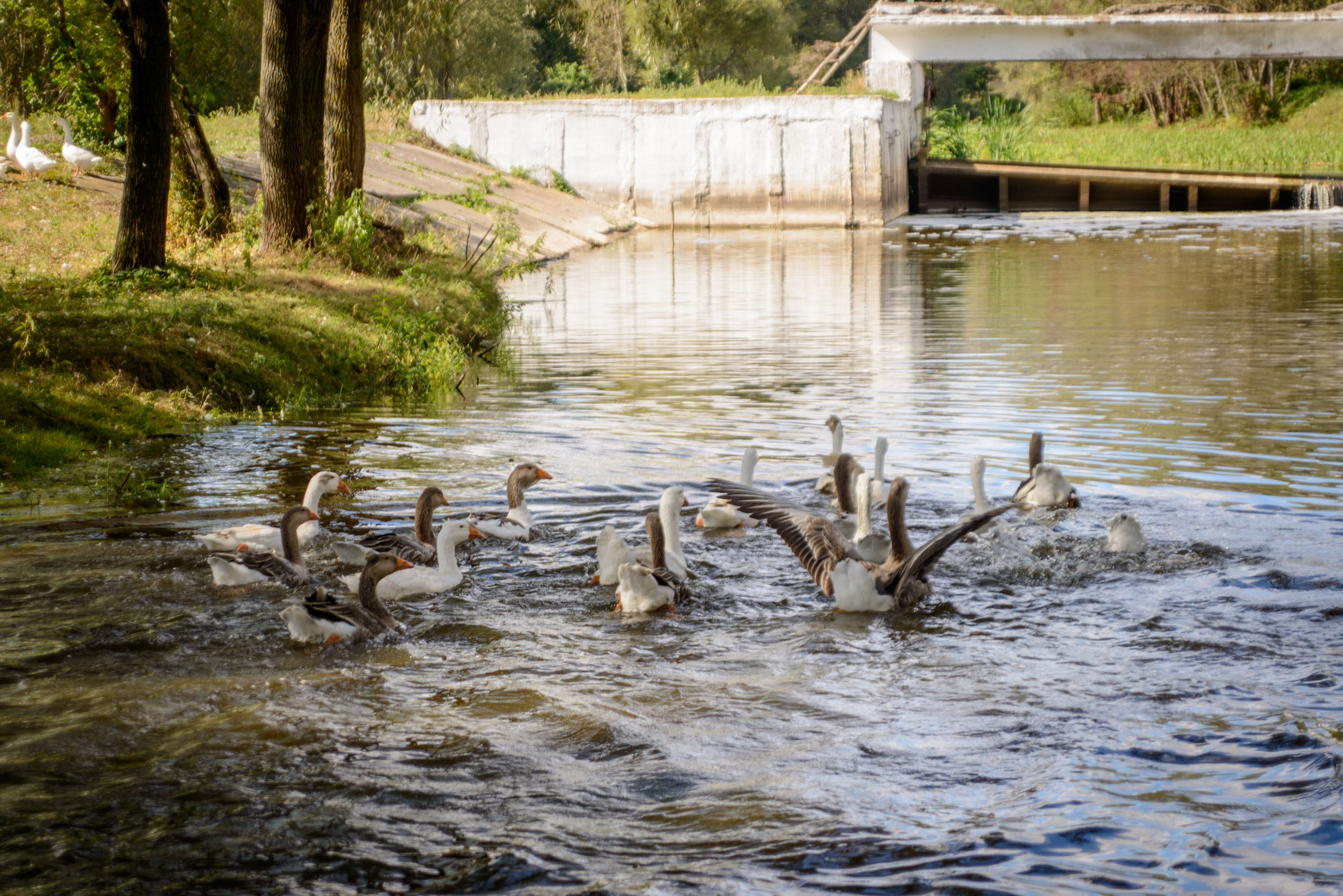

## Характеристика
Гуси вважаються дуже високопродуктивними птахами. Це травоїдні птахи, які здатні для приросту м'яса і пір'я використовувати дуже простий рослинний корм біля водойм. Більшу частину корму вони отримують за рахунок пасовиськ. Піклуються про своє потомство від несіння і висиджування яєць до набуття гусятами самостійності. Під час примусового відгодовування гуси дають великий приріст ніжного жиру та велику жирну печінку. Несучість гусок залежить від їхньої породи та годування, а також від того, де виводяться гусята — під квочкою чи в інкубаторі. Найдешевше розведення гусей на природних пасовиськах і при використанні гуски як квочки для висиджування та виведення гусят.

## Породи гусей
Породи домашніх гусей:
- Австрійська порода гусей
- Американська жовта порода гусей
- Английска сідлиста порода гусей
- Африканська порода гусей
- Баварська порода гусей
- Бавовняна порода гусей
- Баскська порода гусей
- Бенкойська порода гусей
- Бреконська жовта порода гусей
- Бурбонська порода гусей
- Венеційська порода гусей
- Порода гусей Віштінес
- Данська порода гусей
- Джавахетська порода гусей
- Діпхольцька порода гусей
- Дравська порода гусей
- Еландська порода гусей
- Ельзаська порода гусей
- Емденська порода гусей
- Емпордська порода гусей
- Західно-англійська порода гусей
- Італійська біла порода гусей
- Китайська порода гусей
- Лайнська порода гусей
- Ландська порода гусей
- Ліппська порода гусей
- Ломелінська порода гусей
- Німецька порода гусей
- Норвезька біла порода гусей
- Норвезька мала порода гусей
- Нормандська порода гусей
- Паданська порода гусей
- Пілігрімська порода гусей
- Померанська порода гусей
- Пуатвінська порода гусей
- Пуатуська порода гусей
- Рейнська порода гусей
- Севастопольська порода гусей
- Сконська порода гусей
- Словацька біла порода гусей
- Суховська порода гусей
- Твентська порода гусей
- Тулузька порода гусей
- Тульська порода гусей
- Туренська порода гусей
- Угорська порода гусей
- Фарерська порода гусей
- Фламандська порода гусей
- Франконська порода гусей
- Холмогорська порода гусей
- Целленська порода гусей
- Чеська порода гусей
- Шетландська порода гусей
- Штайнбахська порода гусей